# Kleiner Zillmannsee
Der Kleine Zillmannsee ist ein See auf dem Gebiet der Gemeinde Kargow im Landkreis Mecklenburgische Seenplatte in Mecklenburg-Vorpommern. Er hat eine Größe von etwa 12,4 Hektar und liegt auf 66,5 m ü. NHN. Die maximale Ausdehnung des Sees beträgt 550 Meter mal 280 Meter. Er hat weder einen Zu- noch Abfluss, ist aber über einen verkrauteten Graben mit dem nur 130 Meter Richtung Norden entfernten und gleich hoch gelegenen Großen Zillmannsee verbunden.
Der Kleine Zillmannsee liegt innerhalb der Kernzone (Zone I) des Müritz-Nationalparks und südöstlich des Käflingsbergturms, einem Aussichts- und Sendeturm. Eine Hochspannungsleitung überquert den See.